# 賈耽
賈耽（730年—805年10月27日），字敦詩，滄州南皮（今河北省滄州市南皮縣）人。中国唐朝官員，仕至尚書左僕射、知政事。博學好古，尤以精通地理學著稱於世。

## 生涯
耽天寶十年（751年）以明經及第，乾元中調授貝州臨清縣尉，詣闕上疏論時政，授絳州正平尉，河東節度使王思禮署為度支判官，歷檢校膳部員外郎、太原少尹、北都副留守，又檢校禮部郎中、節度副使。改汾州刺史，治郡七年，政績卓越，授鴻臚卿兼左右威遠營使。大曆十四年十一月五日（779年12月17日），檢校左散騎常侍、兼梁州刺史、御史大夫、山南西道節度使。
建中三年11月1日（782年12月13日），檢校工部尚書、兼御史大夫、山南東道節度使。李希烈反，德宗移幸梁州，興元元年（784年）二月，耽命行軍司馬樊澤奏事於行在。澤既復命，大宴諸將，忽有急牒，稱以澤代耽為節度使，召耽為工部尚書，耽閱畢，宴中面不改色。散會後方召澤，告以繼任為節度使，命將吏入拜，耽即時啟程；牙將張獻甫有異議，耽以獻甫隨行，眾心乃安。不久，貞元元年2月1日（785年3月15日）充東都河南宣慰使，同年六月十九日（785年7月29日）以本官為東都留守，舊例留守不出都城，德宗以耽善射，特許游獵郊甸。貞元2年7月22日（786年8月24日）加東畿汝南防御使，同年二年九月十一日（786年10月7日），改檢校左僕射、兼滑州刺史、義成軍節度使。
貞元九年五月二十七日（793年7月9日），徵為左僕射、同中書門下平章事；順宗即位，貞元21年3月19日（805年4月21日）加檢校司空，守左僕射、知政事如故，時王叔文用事，耽移疾請退，不允。憲宗永貞元年10月2日（805年10月27日），薨於長安光福里邸第，享壽76歲。廢朝4日，贈太傅，諡曰元靖，葬長安高陽原。
耽居相位前後13年，雖無安危大計建白，然恭行溫厚，時人稱為淳德君子焉。

## 地理學
耽好地理學，凡外國使者與出使各國而還者，無不從容詢問土地山川事宜，於是周知天下風土險要。自安史之亂以來，吐番陷隴右，舊時州縣戍守，不復可考，耽乃畫隴右及山南九州等圖一幅，並《郡國別錄》6卷、《吐蕃黃河錄》4卷，貞元十四年（798年）十月上之。賜馬一匹、銀綵百匹、銀瓶盤各一。
先是興元元年，耽受詔撰國圖，其後出鎮四方，不克他顧，入朝為相，始得其暇。命工人繪《海內華夷圖》一幅，寬三丈、縱三丈二尺，以一寸折一百里；並撰《古今郡國縣道四夷述》四十卷，中國以《禹貢》九州為首，域外則依《漢書》區分，詳考古今郡縣方國之變遷，貞元17年（801年）10月上之。優詔褒美，賜錦綵二百匹、袍段六、錦帳二、銀瓶盤各一、銀榼二、馬一匹，進封魏國公。
耽所撰諸書及圖，今雖亡逸，但猶可於其他著作中考其梗概。如《新唐書》地理志伊、西、北庭、安西四條及卷43下末附通海外四境路徑，即本之《古今郡國縣道四夷述》，傳世劉齊阜昌7年（1136年）10月刻《華夷圖》，也是取資於《海內華夷圖》。

## 家族
賈耽家系，詳見於鄭餘慶《左僕射賈耽神道碑》、《新唐書》卷75下 宰相世系表五下：
遠祖
- 賈詡，三國時代曹魏謀臣，為其二十一世祖

曾祖
- 賈遠則：德州長河縣尉

祖父
- 賈知義：沁州沁源主簿，贈揚州大都督

祖母
- 崔氏：贈博陵郡太夫人

父
- 賈琰之：燕居不仕，贈尚書左僕射

母
- 鞠氏：贈齊國太夫人

妻
- 蘇氏（ - 780年）：駕部郎中守忠之孫、珣之女。贈扶風郡夫人，比賈耽早25年卒

子孙
- 賈疇：太常寺協律郎[12]，早逝
- 賈疄：太子議郎[13]
  - 賈侁：左武衛冑曹參軍
    - 賈惟慶：丹州刺史、河東縣男
    - 賈洮：西水令
    - 賈翔：檢校尚書、水部員外郎
    - 賈漵：華原尉
- 賈㽥：京兆府參軍[14]

## 腳注
1. 1 2  鄭餘慶‘左僕射賈耽神道碑’（以下簡稱神道碑）。
2. ↑  《全唐文》卷412有常裒‘授賈耽太原少尹制’
3. 1 2 3 4  《舊唐書》卷12 德宗紀上
4. ↑  《舊唐書》卷12 德宗紀上繫興元元年四月甲寅【十四日】（784年5月7日）
5. ↑  神道碑、《新唐書》本傳。
6. ↑  《舊唐書》卷13 德宗紀下
7. ↑  《舊唐書》卷14 憲宗紀上，按神道碑作永貞元年十月一日（805年10月26日）。
8. ↑  舊、新《唐書》本傳。
9. 1 2  《唐會要》卷36 修撰目，進書表文見《舊唐書》本傳、《冊府元龜》卷560國史部地理目、《全唐文》卷394。
10. ↑  岑仲勉《唐史餘瀋》卷4 總論新唐書 243頁。
11. ↑  辛德勇‘說阜昌石刻《禹跡圖》與《華夷圖》[永久]’ （北京大學出版社《燕京學報》新28期）
12. ↑  宰相世系表作司農寺主簿。
13. ↑  宰相世系表作少府監。
14. ↑  《元和姓纂》作太子中允，宰相世系表作楚州刺史。

| 前任： 李叔明 | 唐朝尚书右仆射 793年—800年 | 繼任： 姚南仲 |
| 前任： 张延赏 | 唐朝尚书左仆射 800年—805年 | 繼任： 李錡   |